# Джетим
Джетим — унікальне родовище залізних руд у Киргизстані.

## Характеристика
Сумарні прогнозні ресурси залізних руд становлять 5,4 млрд т (70% ресурсів країни). На Джетимському родовищі запаси заліза становлять 1,7 млрд т, сер. вміст Fe — 31,7%. Родовище вивчене тільки з поверхні.

## Технологія розробки
Освоєння залізних руд стримується нерозвиненою інфраструктурою і складною технологією переробки магнетит-гематитових руд.